# Светослав I
Вижте пояснителната страница за други личности с името Светослав.
Светослав I Игоревич (Свѧтославъ Игоревичь) е варяжки княз на Киевска Рус, наследник на княз Игор I (Ингвар). Баща му е убит от славяните малко след раждането му и до 963 г. страната се управлява от майка му, княгиня Елена – Олга Киевска. През краткото си управление Светослав води успешни войни с Хазарския хаганат и с Дунавска и Волжка България, като превръща Киевска Рус в най-голямата държава в Европа.

## Биография
Сведенията за младостта на Светослав, която той прекарва в Новгород, са ограничени. Майка му, княгиня Елена – Олга, управлява като регент в Киев до неговото пълнолетие. Светослав остава известен с отказа си да приеме поддържаното от нея християнство. Въпреки това няма сведения за преследвания на християни, а започнатите от майка му църкви в Киев продължават да се строят.
Светослав прекарва по-голямата част от управлението си начело на своята армия, воювайки срещу съседните държави. Най-големият му успех е разгромът на Хазария, която от векове е сред най-силните държави в Източна Европа. През 965 той побеждава и волжките българи, установявайки контрол над цялото средно и долно течение на Волга.
През 968 Светослав се съюзява с Византийската империя и напада България. Той нанася тежко поражение на българските войски и достига до столицата Преслав. Доколкото има сведения, че майка му, Олга Премъдра е внучка на Борис I (и братовчедка на Петър I) не е ясно дали Светослав не  припознава в себе си легитимен владетел на Преславска България.
Българският цар Борис II прави опит да се споразумее със Светослав, което предизвиква недоволството на византийците. През 971 император Йоан I Цимисхи изпраща войски на север от Стара планина, прогонва Светослав на север от Дунав и пленява цар Борис II. Походът на Светослав на Балканите довежда до отслабване на българската държава и завладяването на източната й половина от византийците. Независимостта си от Византия запазват само Комитопулите в западните райони, незасегнати от руското нашествие.
На връщане от България през 972 княз Светослав е нападнат и убит от печенегите, чийто хан прави от черепа му чаша.
Светослав има три сина, Ярополк I, Олег и Владимир I, който е роден от Малуша.